# Daniel Owen
Daniel Owen (Yr Wyddgrug, Flintshire, 20 d'octubre de 1813 - 22 d'octubre de 1895) fou un escriptor gal·lès, un dels més prolífics del segle xix. De jove fou aprenent de sastre i tant el seu pare com dos germans seus moriren en un accident minaire.
De jove col·laborà al diari Yr Amserau (El temps). Les seves novel·les són un vast mirall del desenvolupament social del nord-oest de Gal·les i de les transformacions sofertes al començ del segle xix fins a la industrialització amb tots els fets vells i nous refosos per la religió metodista (en aquesta època, salvadora de la llengua). Fou un narrador brillant i creador de personatges, fou el primer novel·lista gal·lès que anticipà la tècnica de l'anàlisi psicològica.

## Obres
- Offrymau Neilltuaeth (Oferiment de seclusió, 1879)
- Y Dreflan (1881)
- Rhys Lewis (1885)
- Y siswrn (Les tisores, 1888)
- Enoc Huws (1891)
- Gwen Tomos (1894)